# Lethe kuatunensis
Lethe kuatunensis är en fjärilsart som beskrevs av Clayton Dissinger Mell 1942. Lethe kuatunensis ingår i släktet Lethe och familjen praktfjärilar. Inga underarter finns listade i Catalogue of Life.